# Mandevilla subcordata
Mandevilla subcordata là một loài thực vật có hoa trong họ La bố ma. Loài này được Rusby mô tả khoa học đầu tiên năm 1907.